# 旭橋 (旭川市)
旭橋（あさひばし、英語：Asahibashi Bridge）は、北海道旭川市の石狩川と牛朱別川に架かる橋。

## 概要
国道40号（昭和通）の橋であり、かつては大日本帝国陸軍第7師団司令部に通じる道路として重要な役割を担ってきた。現在は上下流にも橋梁があり、交通が分散されている。
旭川市を象徴する橋として「旭川八景」に数えられており、「土木学会選奨土木遺産」、「北海道遺産」にも選定されているほか、1999年には世代と世代をつなぐ架け橋「旭橋」で手づくり郷土賞も受賞。
また、豊平橋（札幌市）、幣舞橋（釧路市）と並んで「北海道三大名橋」と称されたが、現在ではそのうち旭橋のみが架橋当時からの姿を残している。

## 主要諸元
| 型式   | ブレースト・リブ・バランスド・カンチレバー・タイドアーチ橋 |
| 橋長   | 224.82m                                                    |
| 支間長 | 39.476 + 11.430 + 91.440 + 11.430 + 39.476 + 29.809m       |
| 幅員   | 18.3m                                                      |
| 着工   | 1929年（昭和4年）11月14日                                  |
| 竣工   | 1932年（昭和7年）11月3日                                   |
| 建設   | 汽車製造（現・川崎重工業）                                 |
| 発注   | 北海道庁旭川土木事務所                                     |
| 事業費 | 1,038,650円77銭                                            |
| 管理者 | 北海道開発局                                               |

## 歴史
1892年（明治25年）、現在の旭橋の位置に幅1間（1.8メートル）、長さ50間（90メートル）の土橋が架設された。1894年（明治27年）には北海道庁が高欄付の「鷹栖橋」と名づけた木橋を架設した。1898年（明治31年）の出水で流出したが、直ちに同型の橋に架け替えられた。
初代の旭橋は、1904年（明治37年）に北海道庁技師山岡三郎の設計により架けられた鋼橋（全長約104メートル、幅5.5メートル）で、それ以外の部分は依然として木造であった。山岡が当時の奥田町長に相談したところ、「字面も語調も良い『旭橋』としては」ということで命名された。この旭橋は大正時代後期になると側径間の木製部分を中心に老朽化が進み、都市拡大に伴う交通量増加に対応できなくなっていった。また、第7師団庁舎へ通じるため軍事上も重要な橋梁であり、やがて架け替えの必要に迫られた。また、当時は旭橋の下流側に上川馬車鉄道の専用橋も設けられていたが、馬車鉄道が1919年（大正8年）頃に廃止となったため、後に撤去されている。
1927年（昭和2年）、北海道大学工学部長の吉町太郎一に設計指導を依頼し、「旭川のシンボルになる橋」と考えて内務省と協議した結果、橋梁形式にブレースト・リブ・バランスド・カンチレバー・タイドアーチ橋を採用することになった。
この構造では、トラス状に補強された二重のアーチ（ブレースト・リブ・アーチ）によって中央径間を大きく取り、そこに生じる下向きの力を、両側径間に張り出した片持ち梁（カンチレバー）を支持する上向きの力として利用することでバランスを取り、かつ中央径間では桁を（アーチのタイとして）張力を負担させ下路式アーチを構成して支点に生じる水平力を大幅に減らすことで、橋脚や基礎の構造を簡素化している。吉町の恩師広井勇が設計指導して、3年前に完成していた札幌の旧豊平橋が3連のブレースト・リブ・バランスド・タイドアーチ橋であり、旭橋にもその影響が見られるが、こちらは中央径間のアーチを3倍も大きく飛ばし、左右の径間をアーチでなくカンチレバーとしたことで、より大規模であるにもかかわらず優美な形状となっている。
日本国内で同じ形式の橋は、白鬚橋（東京都、1931年竣工）、忠節橋（岐阜市、1948年竣工）が現存しているほか、新たに北上大橋（一関市、2003年）で採用されている。
当時の旭橋の両正面には軍人勅諭綱領を書いた青銅製の旭日章を模した大額が掲げられ、通行する者は立ち止まってお辞儀や敬礼をし、市電車内では車掌が通過時に「気をつけ！」と号令をかけたという。戦時中には多くの兵士が旭日章の下を通って満州、ノモンハン、中国大陸、アリューシャンへと出征して行った。軍都旭川を象徴する橋であったが、終戦とともに旭日章は撤去された。

### 年表
- 1892年（明治25年）、土橋が架けられる[12]。
- 1894年（明治27年）、木造の鷹栖橋完成[12]。
- 1898年（明治31年）、鷹栖橋流失。
- 1904年（明治37年）、新たに鋼橋が架設され、旭橋と命名される[12]。
- 1928年（昭和3年）、架け替え工事の間一時的に仮橋建設。
- 1932年（昭和7年）、現在の旭橋（塗色：「グリーン系」[14]）完成。初代旭橋はその後1971年（昭和46年）まで深川市にある納内橋として架橋していた。
- 1942年（昭和17年）、塗色：「グリーン・グレー」へ塗替。[14]。
- 1944年（昭和19年）、鉄製欄干の金属供出。
- 1949年（昭和24年）、塗色：「コバルトグリーン・ペール」へ塗替。[14]。
- 1956年（昭和31年）、旭川市街軌道の廃止に因り軌道撤去[12]。
- 1958年（昭和33年）、塗色：「シルバー」へ塗替。[14]。
- 1959年（昭和32年）、鉄製欄干の復活。
- 1966年（昭和41年）、照明をランタン型から水銀灯に変更。塗色：「ペール・オレンジ」へ塗替。[14]。
- 1976年（昭和51年）、塗色：「ディープ・グリーン」へ塗替。[14]。
- 1983年（昭和58年）、飾塔、照明灯復元完成記念点灯式が行われる[12]。
- 1986年（昭和61年）、塗色：「ターコイズ・グリーン（スカイブルー）」へ塗替。[14]。
- 1997年（平成9年）、「旭川八景」に選定される[6]。
- 2002年（平成14年）、「土木学会選奨土木遺産」に選定される[7]。
- 2004年（平成16年）、「北海道遺産」に選定される[8]。

## 周辺
『旭川夏まつり』期間中は橋から放水やライトアップが行われ、『旭川冬まつり』は旭橋河畔会場でも行われる。旭橋周辺の河川敷は「リベライン旭川パーク」として整備されている。石狩川上流側に金星橋、下流側に新橋、牛朱別川に緑橋が架けられている。
- 旭橋みずほ通商店街[16]
- 常磐公園
  - 旭川市常磐館
  - 旭川市公会堂
  - 旭川市中央図書館（旭川市図書館）
- 旭川商工会議所
- 旭川常盤ロータリー

## 旭橋を語る会
歴史ある旭橋を後世に語り継いでいこうという市民グループ（市民団体）「旭橋を語る会」が2005年（平成17年）に結成された。市民公開講座や塗装工事の現場体験など、幅広い年代に向けて旭橋と関わる機会を設けて、親しみを深める取組みを行っている。2009年（平成21年）には国土交通省の「手づくり郷土（ふるさと）賞」を受賞した。

## 登場作品

### 小説
- 太田紫織 『櫻子さんの足下には死体が埋まっている』 第七巻 「第弐骨 アサヒ・ブリッジ・イレギュラーズ」 - 2015年。

### アニメーション
- 『櫻子さんの足下には死体が埋まっている』 第陸骨 「アサヒ・ブリッジ・イレギュラーズ」- 2015年。

## ギャラリー

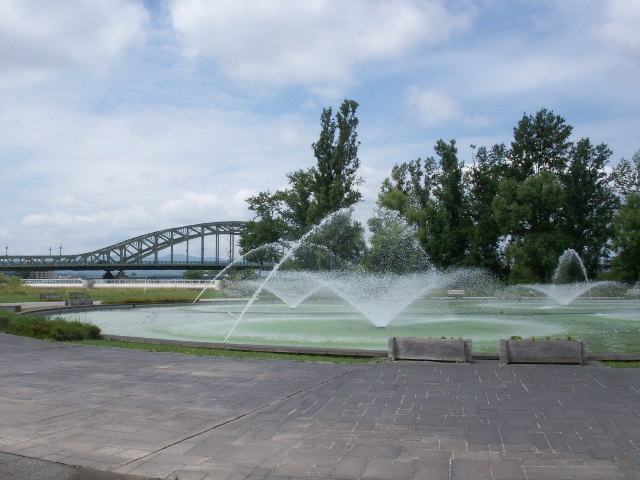
夏の旭橋（2006年7月）
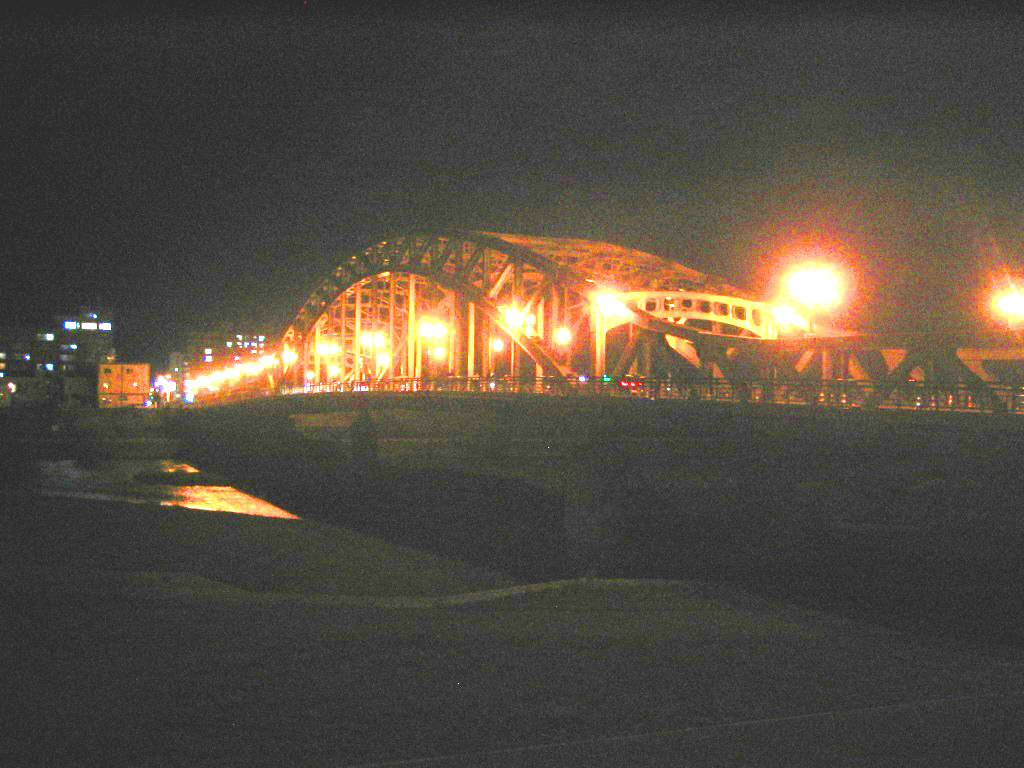
夜の旭橋（2007年9月撮影）
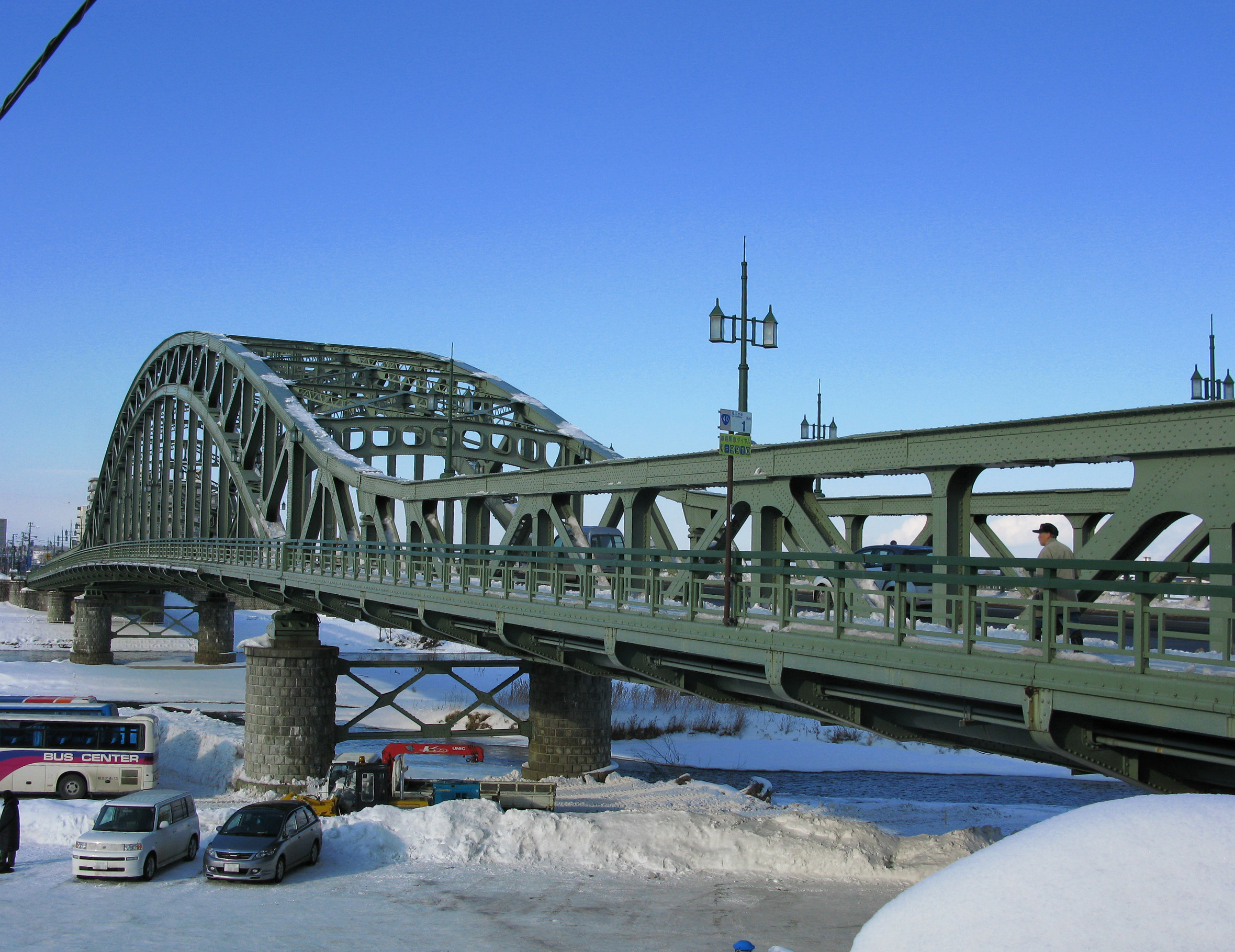
冬の旭橋（2008年2月）
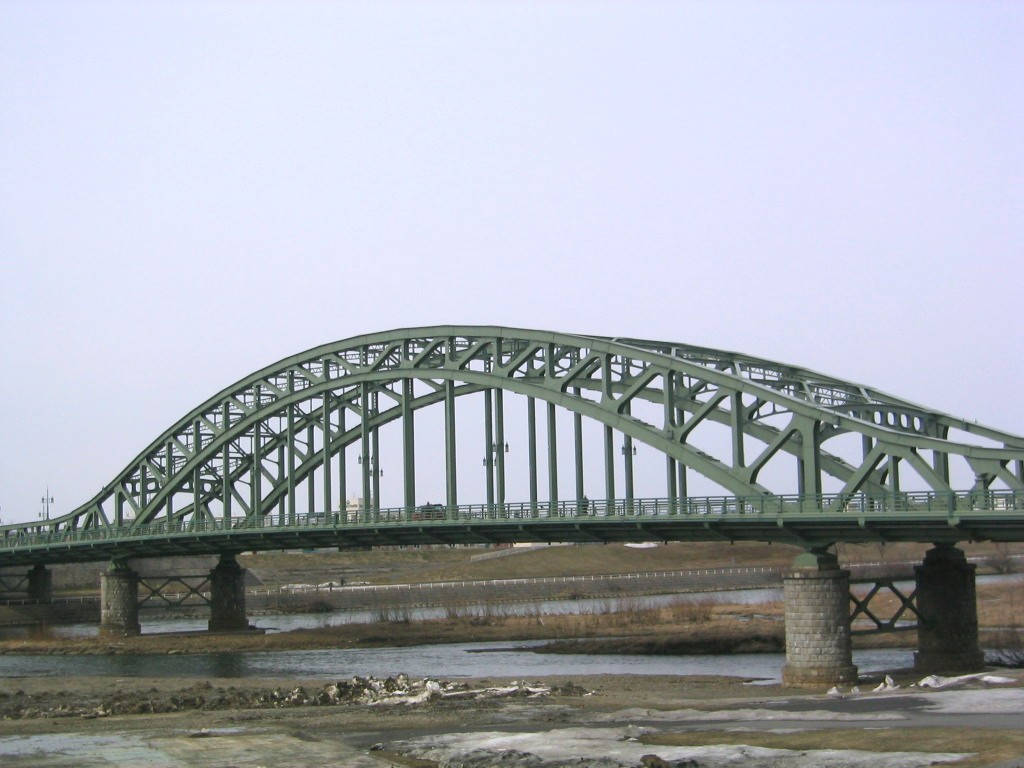
春の旭橋（2010年4月撮影）
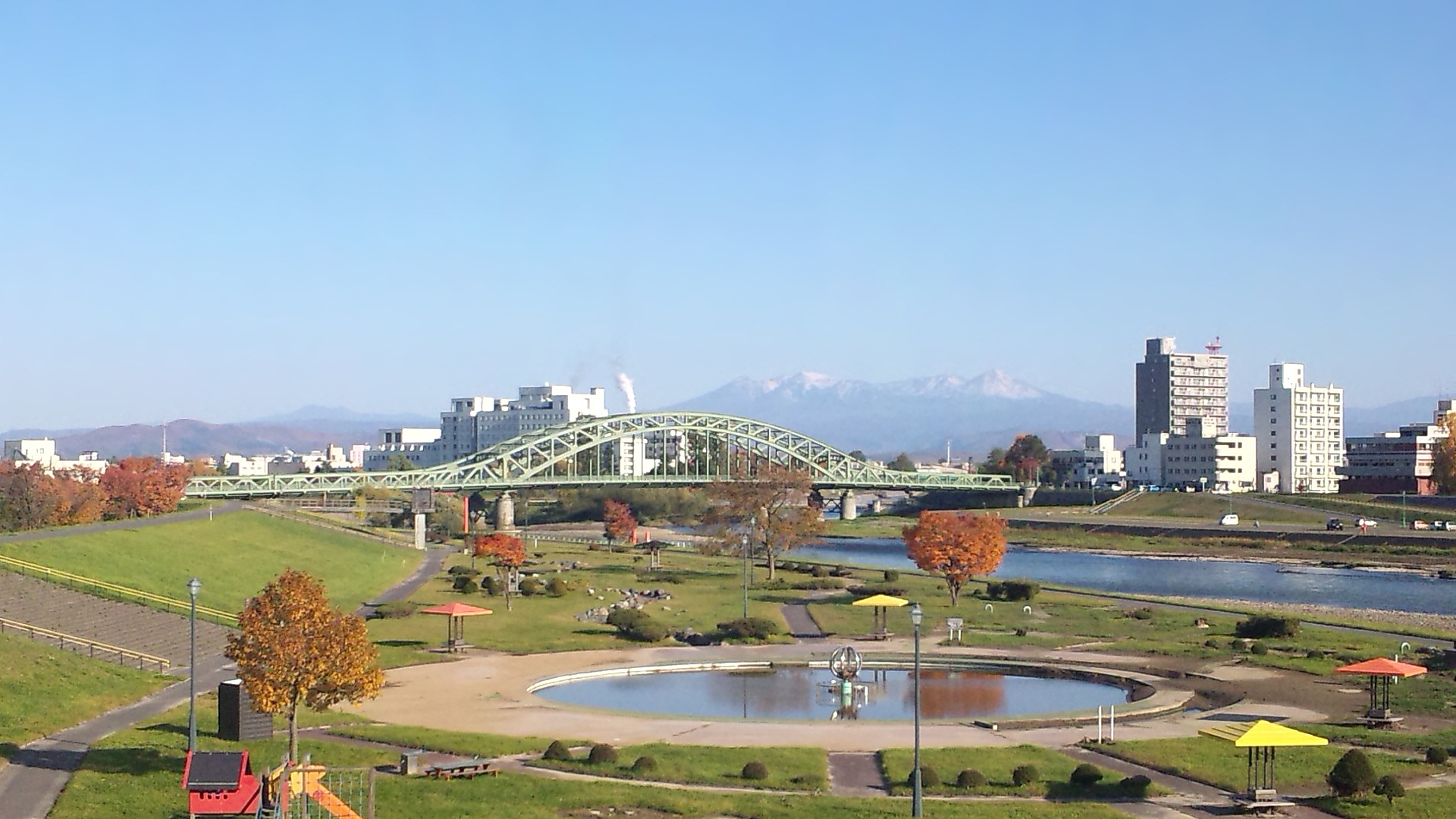
旭橋と大雪山連峰（2016年10月撮影）